# Ernest de Chamaillard
Ernest de Chamaillard (Gourlizon, 9 dicembre 1862 – Eaubonne, 30 settembre 1931) è stato un pittore francese.
Prevalentemente paesaggista, appartenne alla Scuola di Pont-Aven.

## Biografia
Ernest Marie Félix Ponthier de Chamaillard nacque in Bretagna da Henri Pierre Ponthier de Chamaillard e da Adrienne Marie Eudoxie Briant de Peuquelein. Suo padre era un avvocato originario di Huelgoat che era stato anche deputato del dipartimento del Finistère.
Fu avviato alla professione forense e si laureò in giurisprudenza. Ma fece tutto ciò quasi controvoglia, poiché ben altre aspirazioni, evidentemente, lo animavano. Fu così che, trovandosi nel 1888 a Pont-Aven, conobbe Paul Gauguin e questo incontro cambiò la sua vita. Appassionatosi d'arte, imparò a dipingere dallo stesso Gauguin e frequentò i suoi amici pittori che erano ospiti della pensione Gloanec e che costituivano la Scuola di Pont-Aven: Henry Moret, Charles Laval e Émile Bernard in particolare.
I nuovi orizzonti che queste amicizie e la pratica dell'arte gli dischiudevano lo indussero ad abbandonare la carriera di avvocato per dedicarsi totalmente alla pittura. Tutto questo nel giro di pochi mesi del 1888, così come in quei pochi mesi conobbe Louise Lamour e la sposò a Jersey. Rimase quindi diversi anni nella regione, dove abbozzò diversi paesaggi, lavorando spesso a fianco di Émile Bernard. Gauguin lo considerava suo allievo ed apprezzava la goffa ingenuità dei suoi primi tentativi di esprimersi sulla tela.
Nel 1893 si installò nel paese di Châteaulin, nei pressi di Pont-Aven, ma non riuscendo a vivere con i proventi della sua arte, ancora immatura, ritornò parzialmente alla giurisprudenza e al mestiere di avvocato. Questo recupero del suo primo e trascurato mestiere gli permise di sostentarsi e persino di aiutare Gauguin in una disputa contro Marie Henry, la proprietaria della locanda "Auberge de Marie Henry" di Le Pouldu.
Ma il ritorno all'avvocatura, così saltuario, non bastava alle esigenze della famiglia (aveva avuto due figli da Louise). Ernest, pertanto, dovette lasciare per forza Châteaulin e cercarsi un impiego anche modesto a Parigi. Lo trovò presso l'Ufficio centrale delle Opere di beneficenza e questo risolse i suoi problemi di sussistenza, ma non lo rese di certo felice. Vivere a Parigi però aveva i suoi vantaggi. Le opere di Chamaillard, ormai divenute sufficientemente mature, potevano più facilmente essere conosciute e vendute.
Cominciò così ad esporre i suoi quadri alla Galleria Bernheim-Jeune, nel 1906, al Salon d'automne nel 1907 e nel 1910 e riuscì a far commentare i cataloghi delle sue mostre con delle prefazioni del critico d'arte Arsène Alexandre. Nel 1914 Guillaume Apollinaire, che ne ammirava molto l'opera, decise di scrivere una presentazione per una sua mostra. Ma lo scoppio della prima guerra mondiale annullò la mostra stessa.  Conobbe allora giorni difficili e gravi disagi finanziari. L'amarezza di quel periodo divenne dolore, quando seppe che il figlio minore era caduto al fronte. Ernest, allora, si ripiegò su se stesso.
Molto tempo dopo riprese ad esporre. Nel 1925 e nel 1930, suo penultimo anno di vita, la Galleria "Georges Petit" accolse le sue tele.

Ernest de Chamaillard morì a Eaubonne, una cittadina della Val d'Oise, all'età di 69 anni.

## Opere
Elenco parziale.
- Jardin fleuri près de l'église à Châteaulin[3]
- Voile blanche à l'entrée de l'estuaire
- Le ruisseau, paysage de Bretagne[4]
- Vagues sur la côte (1907)[5]
- Paysage breton  - Museo di Belle arti di Brest[6]
- Nature morte aux deux bouquets de fleurs[7]

## Galleria d'immagini

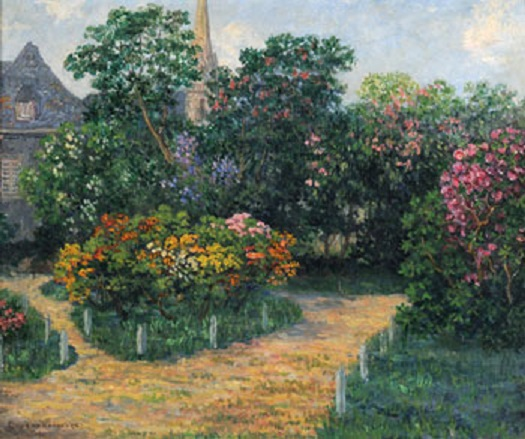
Giardino fiorito a Châteaulin
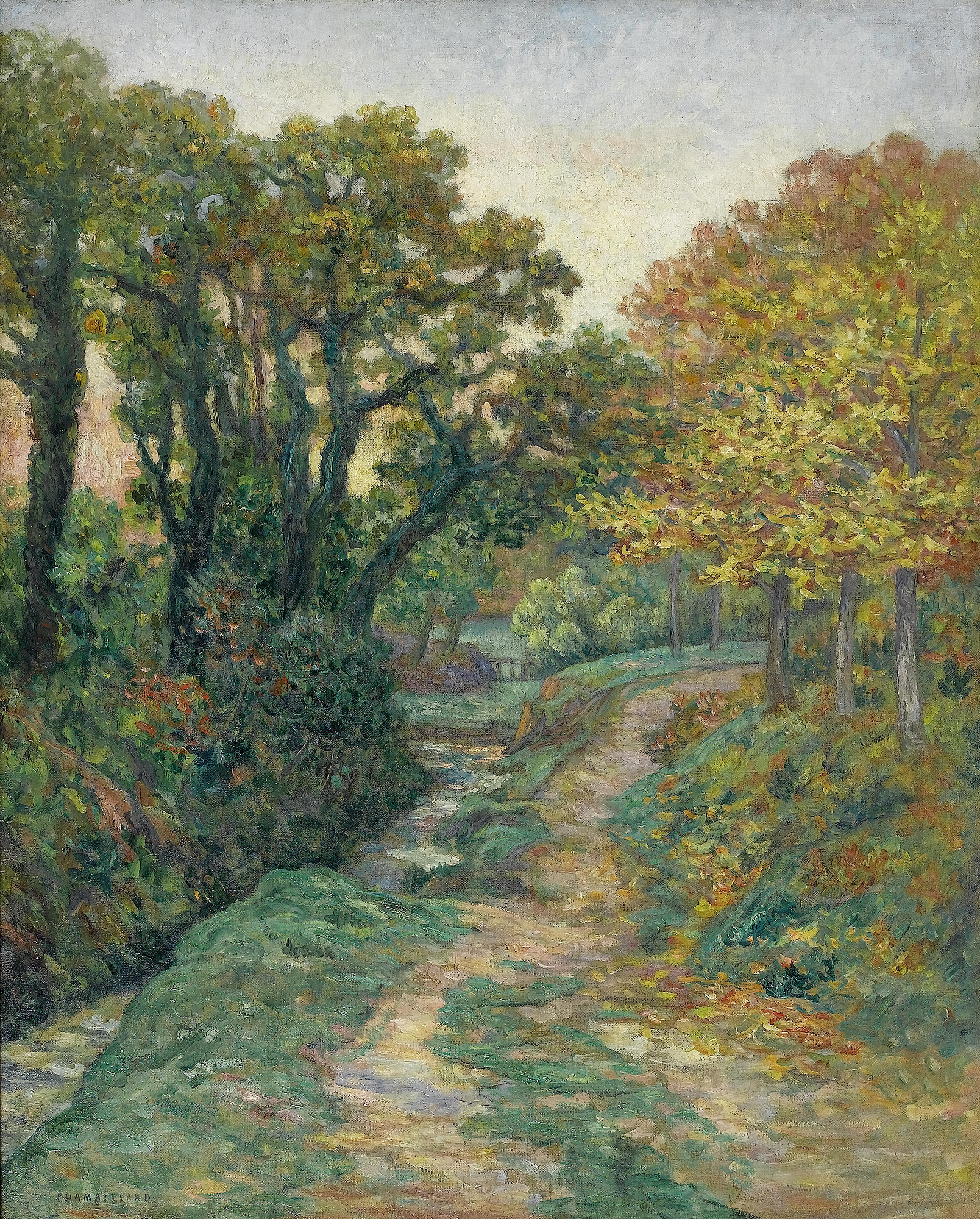
Sentiero lungo il ruscello
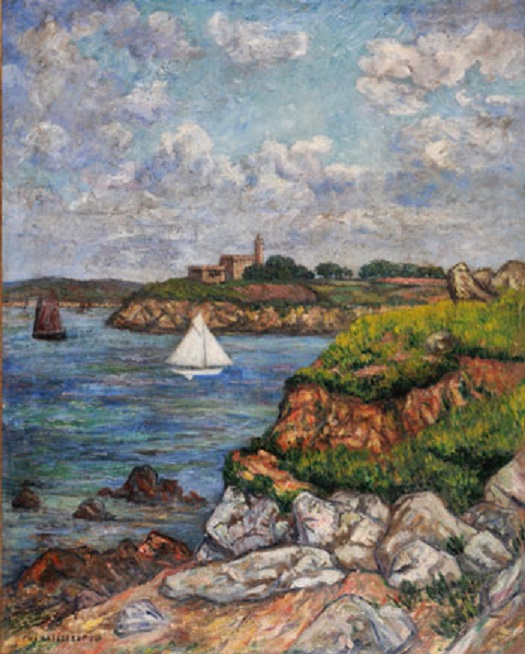
Vela bianca sull'estuario
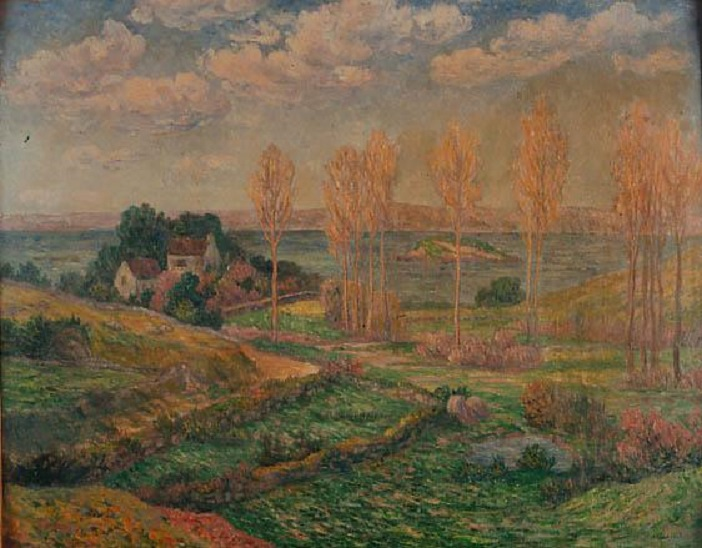
La valle di Tréboul

## Voci correlate

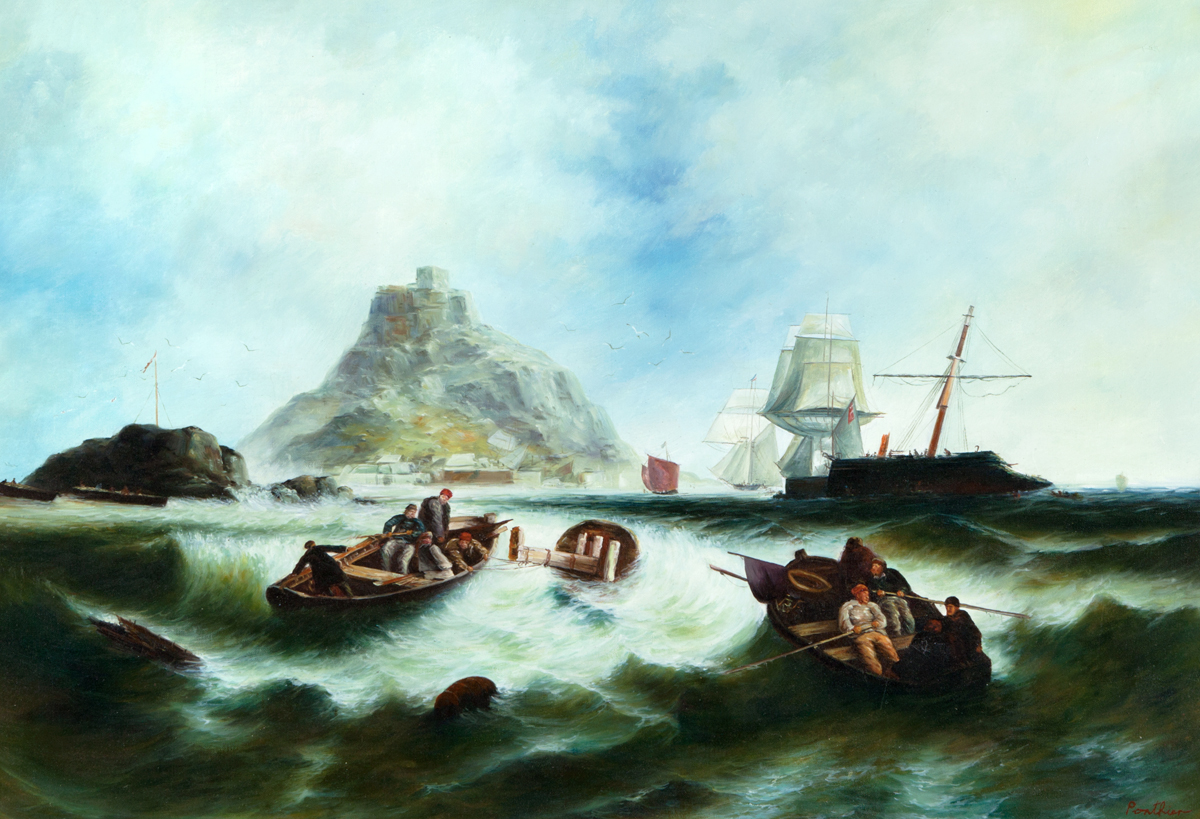
Scena di mare